# اللجنة الوطنية لسياسة الجفاف
اللجنة الوطنية لسياسة الجفاف (بالإنجليزية: National Drought Policy Commission) تم إنشاؤه بواسطة قانون سياسة الجفاف الوطنية بالولايات المتحدة لعام 1998، لإجراء دراسة عن التأهب الحالي للفيدرالية والولاية والمحليات للجفاف، ومراجعة القوانين والبرامج لتحديد ما إذا كانت هناك أوجه قصور في سياسات وموارد الإغاثة الحالية. أصدرت اللجنة تقريرا إلى الرئيس والكونغرس: الاستعداد للجفاف في القرن الحادي والعشرين، مايو 2000.